# Bourscheid (Luxembourg)
Pour l’article homonyme, voir Bourscheid.
Bourscheid (en luxembourgeois : Buerschent et en allemand : Burscheid), est une localité luxembourgeoise et le chef-lieu de la commune portant le même nom située dans le canton de Diekirch.

## Géographie

### Localisation
| Kiischpelt Goesdorf | Parc Hosingen | Putscheid                    |
| Esch-sur-Sûre       | Bourscheid    | Tandel                       |
| Feulen              | Ettelbruck    | Diekirch Erpeldange-sur-Sûre |

### Sections de la commune
- Bourscheid (chef-lieu)
- Dirbach
- Kehmen
- Lipperscheid
- Michelau
- Scheidel
- Schlindermanderscheid
- Welscheid

### Lieux-dits
- Bourscheid-Moulin
- Fischeiderhof

## Toponymie
Burset (1123), Burscheit, Burscheid, Burseith (1169), Bursceth (1192), Bursche (1195), Bursceit (1196), Burscei (1196).

## Population et société

### Démographie
L'évolution du nombre d'habitants est connue à travers les recensements de la population effectués dans le pays depuis 1821. Les recensements décennaux de la population permettent de caler les chiffres sur la composition de la population par sexe, âge, nationalité et commune de résidence. Entre deux recensements, la population au 1er janvier de l’année {\displaystyle x} est évaluée en ajoutant à la population au 1er janvier de l’année {\displaystyle x-1} les soldes naturel (naissances {\displaystyle -} décès) et migratoire (arrivées {\displaystyle -} départs) de l'année. La même méthode est appliquée pour la répartition par âge au 1er janvier et les effectifs totaux par nationalité. Depuis le 1er septembre 2023, le Luxembourg dénombre 100 communes.
Au 1er janvier 2024, la commune comptait 1 724 habitants.
| 1821  | 1851  | 1871  | 1880  | 1890  | 1900  | 1910  | 1922  | 1930  |
| ----- | ----- | ----- | ----- | ----- | ----- | ----- | ----- | ----- |
| 1 127 | 1 951 | 1 913 | 1 837 | 1 786 | 1 606 | 1 589 | 1 479 | 1 372 |

| 1935  | 1947  | 1960  | 1970 | 1978 | 1979 | 1981 | 1983 | 1984 |
| ----- | ----- | ----- | ---- | ---- | ---- | ---- | ---- | ---- |
| 1 293 | 1 147 | 1 026 | 966  | 938  | 930  | 924  | 950  | 950  |

| 1985 | 1986 | 1987  | 1988  | 1989  | 1990  | 1991  | 1992  | 1993  |
| ---- | ---- | ----- | ----- | ----- | ----- | ----- | ----- | ----- |
| 990  | 990  | 1 010 | 1 024 | 1 031 | 1 051 | 1 027 | 1 045 | 1 077 |

| 1994  | 1995  | 1996  | 1997  | 1998  | 1999  | 2000  | 2001  | 2002  |
| ----- | ----- | ----- | ----- | ----- | ----- | ----- | ----- | ----- |
| 1 045 | 1 055 | 1 053 | 1 063 | 1 057 | 1 050 | 1 072 | 1 130 | 1 230 |

| 2003  | 2004  | 2005  | 2006  | 2007  | 2008  | 2009  | 2010  | 2011  |
| ----- | ----- | ----- | ----- | ----- | ----- | ----- | ----- | ----- |
| 1 200 | 1 211 | 1 232 | 1 260 | 1 317 | 1 315 | 1 323 | 1 317 | 1 336 |

| 2012  | 2013  | 2014  | 2015  | 2016  | 2017  | 2018  | 2019  | 2020  |
| ----- | ----- | ----- | ----- | ----- | ----- | ----- | ----- | ----- |
| 1 435 | 1 501 | 1 567 | 1 647 | 1 751 | 1 820 | 1 764 | 1 725 | 1 718 |

| 2021  | 2022  | 2023  | 2024  | - | - | - | - | - |
| ----- | ----- | ----- | ----- | - | - | - | - | - |
| 1 701 | 1 683 | 1 678 | 1 724 | - | - | - | - | - |

Le graphique qui aurait dû être présenté ici ne peut pas être affiché car il utilise l'ancienne extension Graph, désactivée pour des questions de sécurité. Des indications pour créer un nouveau graphique avec la nouvelle extension Chart sont disponibles ici.

## Culture locale et patrimoine

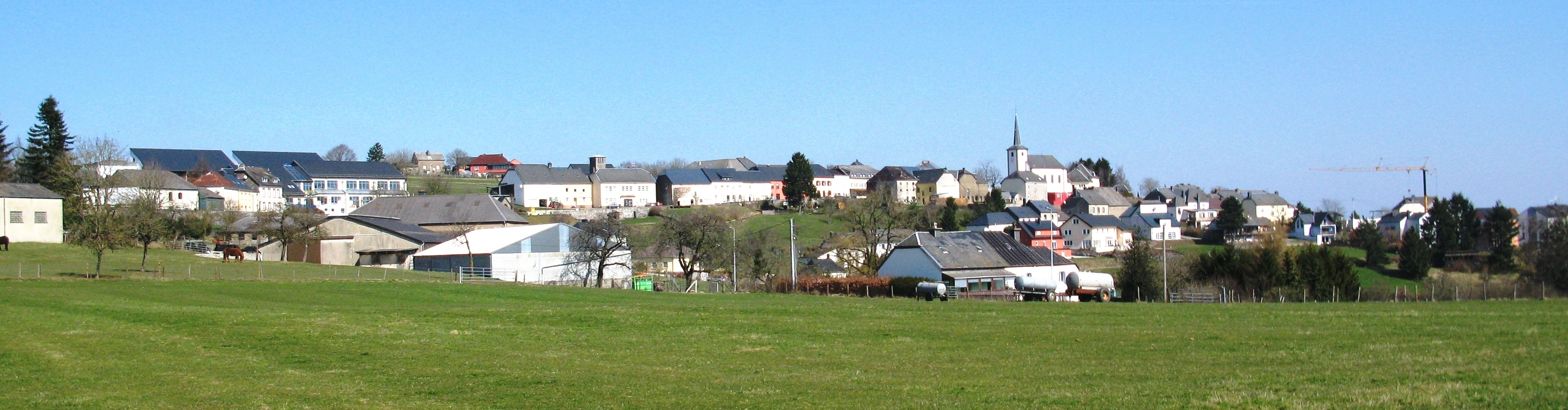
Bourscheid vue de la colline Béchel.

### Lieux et monuments
- Église Saint-Michel ;
- Château de Bourscheid.

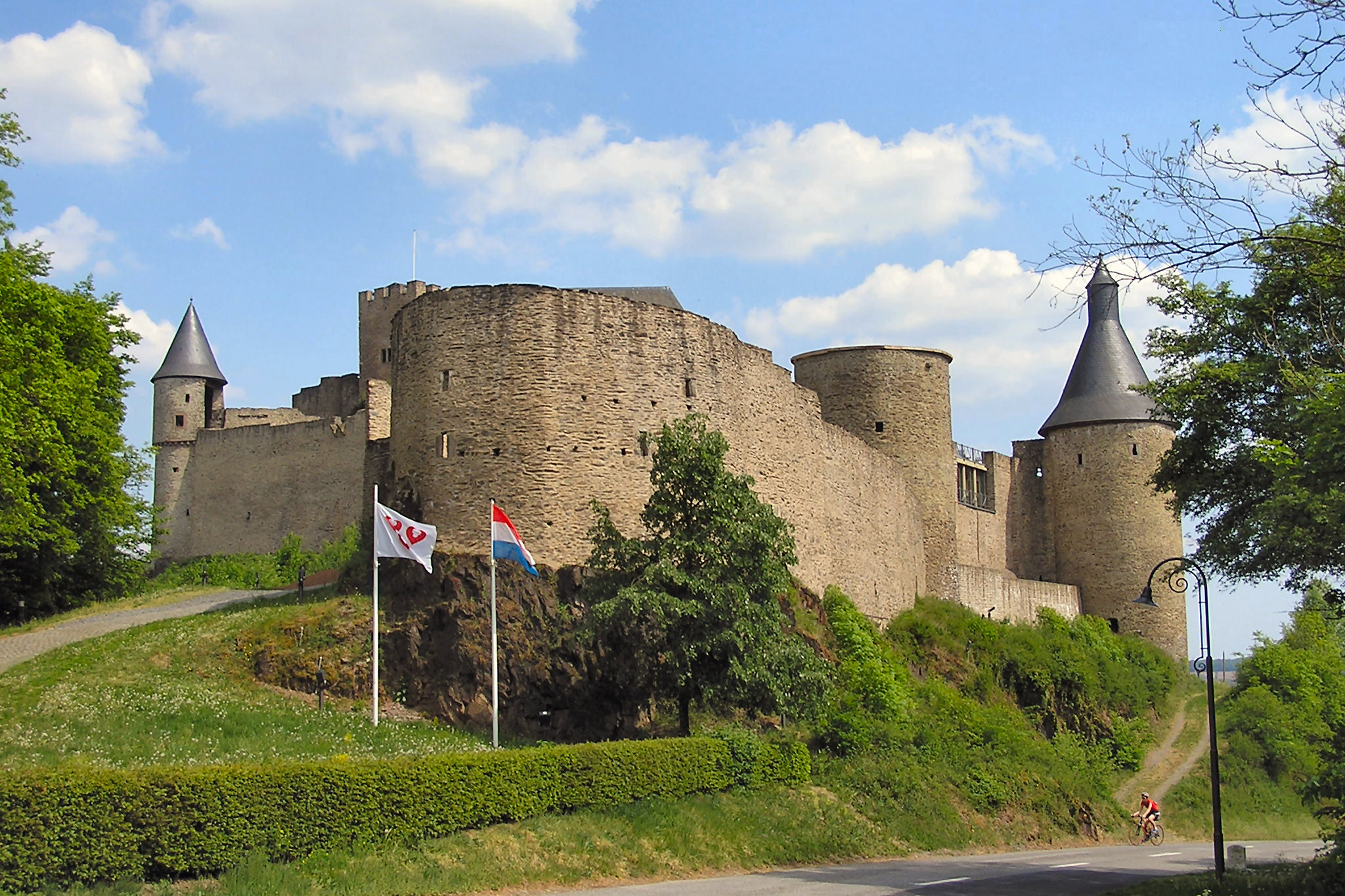
Le château.

À quelques kilomètres du centre-ville se situe le château de Bourscheid, un château fort surplombant la Sûre depuis un promontoire rocheux et dont les plus anciennes parties datent du XIe siècle.

### Héraldique, logotype et devise
| Blason de Bourscheid | Blason  | D'argent au château à cinq tours de gueules posé sur une montagne de sinople chargée d'une coquille d'or, le château surmonté de trois feuilles de nénuphar de gueules posées 2 et 1. |
| Blason de Bourscheid | Détails | Armoiries de la commune luxembourgeoise de Bourscheid. |